# تشارلز بي. زيمرمان
تشارلز بي. زيمرمان (بالإنجليزية: Charles B. Zimmerman)‏ هو قاضي ومحامي أمريكي، ولد في 22 يونيو 1891 في سبرينغفيلد في الولايات المتحدة، وتوفي في 4 يونيو 1969 في كولومبوس في الولايات المتحدة.